# Florisvaldo Fier
Florisvaldo Fier, también conocido como el Dr. Rosinha (Rolândia, 12 de noviembre de 1950), es un médico y político brasileño. Fue uno de los fundadores del Partido de los Trabajadores y se desempeñó como diputado federal desde 1999 hasta 2015.

## Biografía

### Primeros años y educación
En Rolândia, su ciudad natal, fue trabajador rural. En 1969 se mudó a Curitiba, donde estudió medicina en la Pontificia Universidad Católica de Paraná entre 1971 y 1976. También estudió pediatría en el Hospital del Niño César Perneta de Curitiba, salud pública en la Escuela de Salud Pública Munhoz da Rocha de Curitiba, y medicina del trabajo en la Universidad Federal de Paraná.

### Carrera
Trabajó durante varios años en puestos de salud en la periferia de Curitiba. Tras ver las duras condiciones de vida de las familias de los trabajadores, comenzó a actuar en movimientos sociales. Fue uno de los fundadores del Sindicato de los Servidores Públicos Municipales y director del Centro Brasileño de Estudios de la Salud.
En los años 1980, participó en la fundación del Partido de los Trabajadores (PT) y de la Central Única de los Trabajadores (CUT).
En 1988, apoyado por movimientos sociales y sindicales, fue elegido concejal de Curitiba, siendo el candidato más votado del partido. En 1990, fue elegido diputado de la Asamblea Legislativa de Paraná, siendo reelecto en 1994.

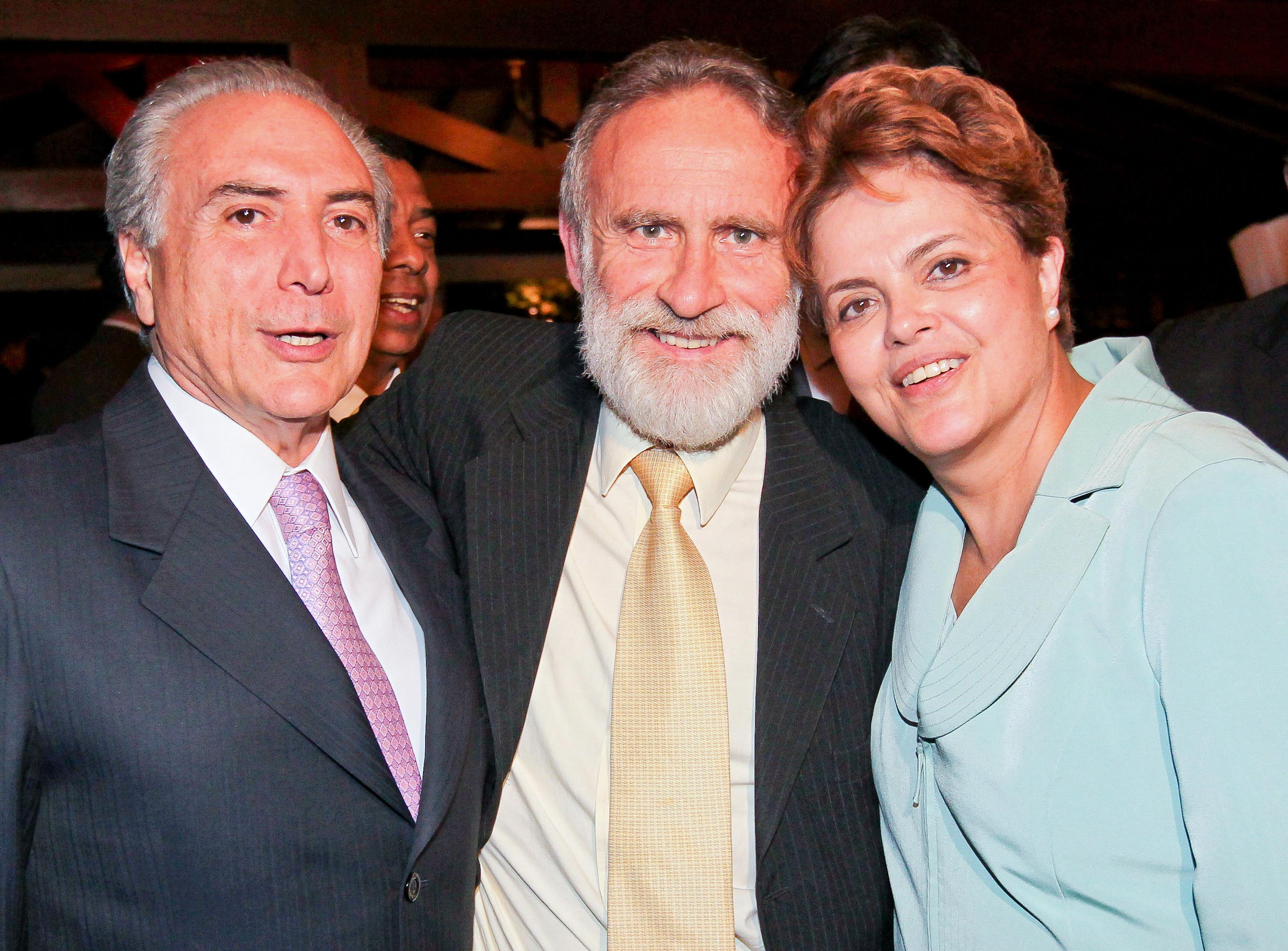
Rosinha junto a Michel Temer y Dilma Rousseff en 2010.

En 1998, fue elegido diputado federal por el Estado de Paraná, obteniendo votos de 338 municipios paranaenses. En las elecciones de 2002, obtuvo una votación histórica con más de 124 mil votos. En el Congreso Nacional fue presidente y secretario general de la Comisión del Mercosur. Al inicio de la campaña electoral de 2006, se sometió a una cirugía cardiaca. A pesar de haber hecho sólo un viaje de campaña, fue nuevamente reelegido, con más de 69 mil votos.
Fue Parlamentario del Mercosur entre 2007 y 2010, y entre 2011 y 2014. El 7 de mayo de 2007 fue elegido vicepresidente del Parlamento, en representación de la delegación brasileña, y de 2008 a 2008 fue presidente.
En tres oportunidades presidió delegaciones de observación electoral en Bolivia. La primera en agosto de 2008, la segunda en enero de 2009 y la tercera en diciembre de 2009.
En 2009 acompañó un proyecto de ley para que Brasil elija a sus parlamentarios del Mercosur de forma directa. En 2010 votó contra de la aprobación del texto propuesto por la comisión parlamentaria especial encargada de debatir las alteraciones en el Código Forestal Brasileño, de la que formó parte. Entre 2011 y 2015 lideró la bancada del PT en la Cámara de Diputados.
Entre 2015 y 2017 fue el alto representante general del Mercosur. Fue propuesto por el gobierno brasileño y aprobado por unanimidad por todos los demás países miembros plenos. Tras dejar el cargo, el mismo fue disuelto por «sobreposición de funciones», causando críticas del propio Rosinha y otros parlamentarios.
En mayo de 2017, en el 6.º Congreso del PT, fue elegido presidente del partido en el Estado de Paraná para el período 2017-2019, sucediendo al diputado Enio Verri, que estaba al mando del PT de Paraná desde 2010.